# قرنفل مشعر
القرنفل المشعر (باللاتينية: Dianthus crinitus) نوع نباتي من جنس القرنفل من الفصيلة القرنفلية.

## الموئل والانتشار
موطن هذا النوع بلاد الشام والمغرب العربي وتركيا واليونان.

## مرادفات للاسم العلمي
- (باللاتينية: Dianthus amoenus Pomel)